# Bloom (sidérurgie)
 (février 2019).
Si vous disposez d'ouvrages ou d'articles de référence ou si vous connaissez des sites web de qualité traitant du thème abordé ici, merci de compléter l'article en donnant les références utiles à sa vérifiabilité et en les liant à la section « Notes et références ».
Pour les articles homonymes, voir bloom.

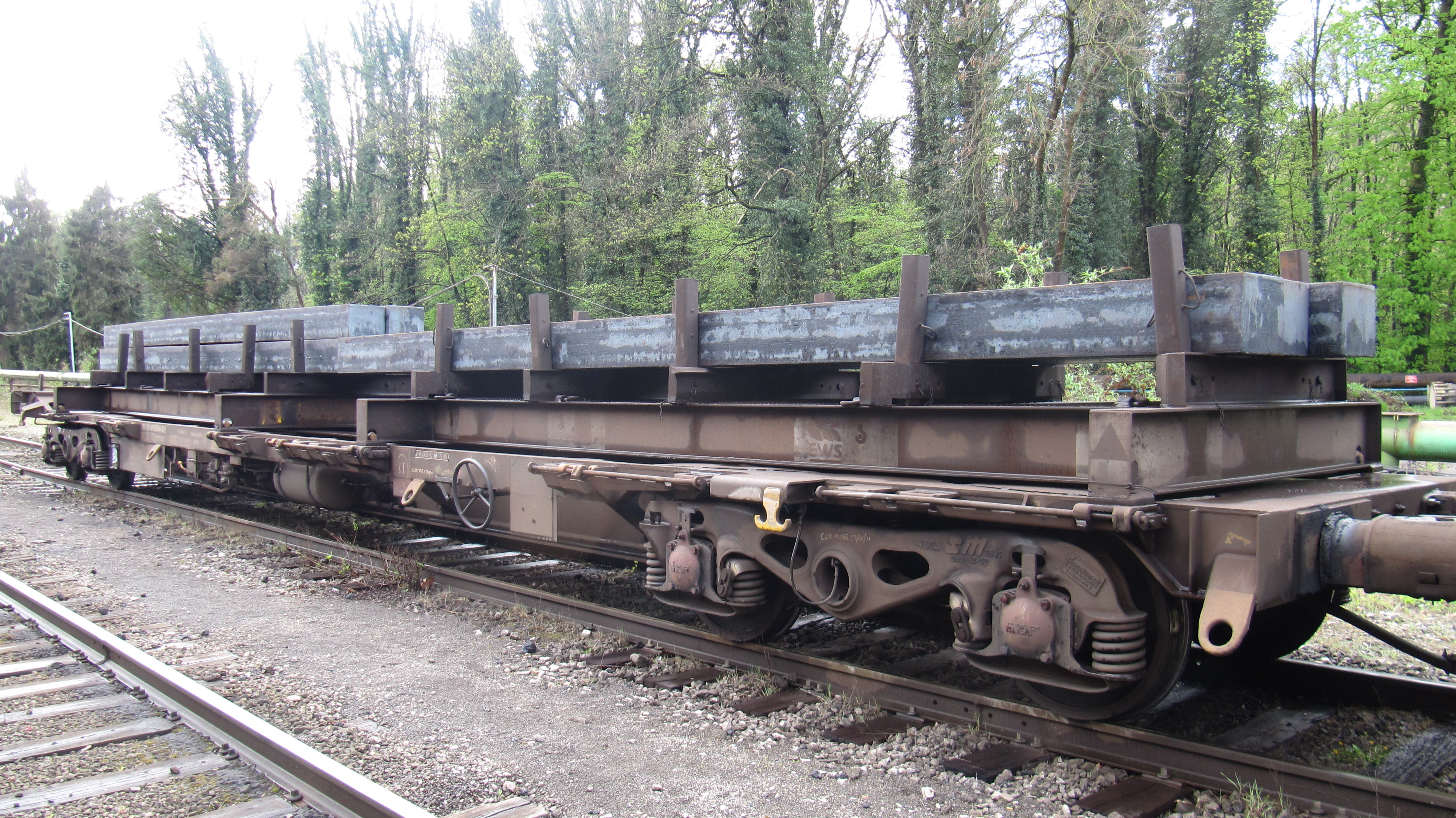
Convoi ferroviaire de blooms.

Un bloom est un demi-produit sidérurgique long. C'est une barre d'acier de section carrée (exceptionnellement cylindrique ou rectangulaire) supérieure à un carré de 120 mm de côté (160 mm chez certains sidérurgistes, de 310 à 600 mm en section cylindrique chez ESB), de longueur variable, destinée à être engagée dans des trains de laminoirs. Cette barre est laminée pour obtenir des produits longs de section importante : poutrelles, rails, palplanches…
Initialement coulé en lingot, puis laminé dans un blooming, l'acier produit prenait le nom de bloom. Aujourd'hui où les coulées continues sont généralisées, le cycle lingot/blooming a disparu et l'acier liquide est directement coulé en blooms.
Après fabrication, le bloom est stocké en l'état ou relaminé dans la foulée sur un train continu à chaud.
Pour le laminage des fils machines, barres marchandes, profilés ou petites poutrelles, on parle de billettes, qui sont des barres de plus petite section.